# Sorges et Ligueux en Périgord
Sorges et Ligueux en Périgord é uma comuna francesa na região administrativa da Nova Aquitânia, no departamento da Dordonha. Estende-se por uma área de 54.04 km². Em 2010 a comuna tinha 1 605 habitantes (densidade: 29,7 hab./km²).
Foi criada em 1 de janeiro de 2016, a partir da fusão das antigas comunas de Sorges e Ligueux.